# Beenprothese

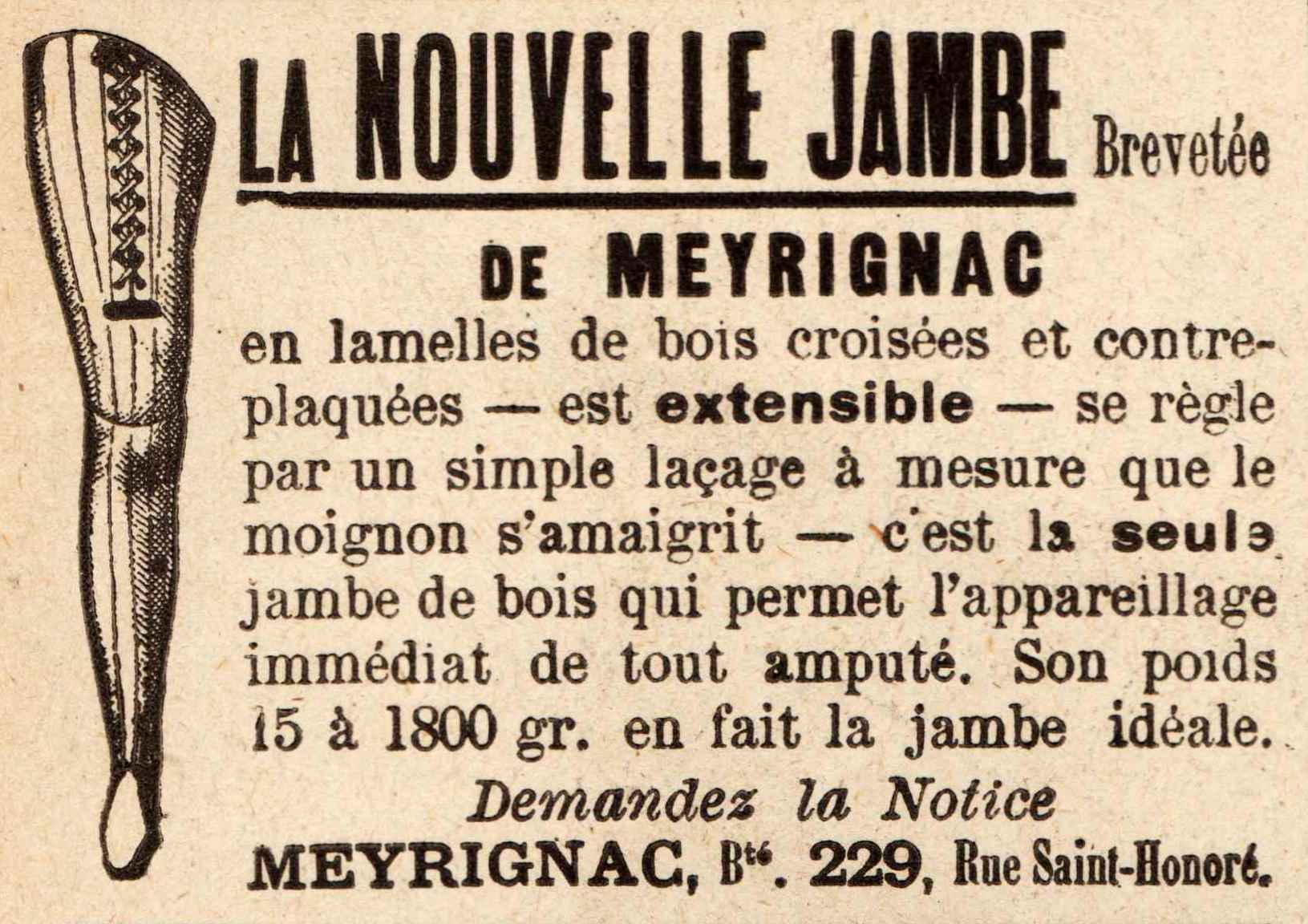
Advertentie voor kunstbeen uit L'Illustration (Frankrijk), 1918. De Eerste Wereldoorlog zorgde voor talrijke geamputeerden en creëerde zo een markt voor prothesen.

Een beenprothese of kunstbeen is een prothesevoorziening, samengesteld uit onderdelen of componenten, bedoeld om in functie, gebruik, uiterlijk (of een combinatie hiervan) een niet (meer) bestaand oorspronkelijk been of gedeelte daarvan te vervangen.
Een beenprothese kan hiermee de gebruiker gedeeltelijk diens verlies aan mobiliteit opheffen en/of een onopvallender uiterlijk teruggeven.

## Aanleidingen
Het geheel of gedeeltelijk gemis van een been kan het gevolg zijn van een aangeboren afwijking of een operatieve ingreep vanwege een aandoening (zoals vaatziekte, kanker, posttraumatische dystrofie) of een trauma.
Men spreekt van een amputatie als het lichaamsdeel middels doorzagen van een botdeel wordt verwijderd en van een exarticulatie als het botdeel door het uiteen halen van een gewricht wordt verwijderd (bijvoorbeeld enkel, knie of heup).

## Soorten protheses
Er zijn verschillende soorten protheses, al naargelang het amputatieniveau van het been, te onderscheiden in voet-, onderbeen- of bovenbeenamputatie:
- prothese voor de voet
- onderbeenprothese met eventueel een vervangende enkel
- bovenbeenprothese met eventueel een vervangend kniescharnier en enkel
- totale beenprothese, eventueel met heupscharnier dat het heupgewricht kan vervangen, een vervangend kniescharnier en enkel

Zelden komt een exarticulatie van de knie voor. Het is relatief lastig om hiervoor een prothese aan te meten, omdat het kunstmatige kniegewricht precies zou moeten komen op de overgang van stomp naar prothese.

## Aanmeten van de prothese
Al in een zeer vroeg stadium van de amputatie kan in sommige gevallen een prothese aan de stomp (overgebleven gedeelte van het been) worden gepast: een tijdelijke, postoperatieve prothese. Hiermee wordt in korte tijd een gunstige stompvorm verkregen en de mogelijkheid om te lopen wordt niet te lang onderbroken.
Zodra na de amputatie de stomp voldoende is hersteld en stabiel is van volume, wordt een definitieve prothese aangemeten.
De prothesekoker kan worden gemaakt met de gangbare gipsafdrukmethode, een moderne cad-cam methode van aanmeten en vervaardigen is ook mogelijk. Van het gipsmodel wordt een koker gemaakt waar de stomp goed in past, het gebruikte materiaal is giethars, thermoplast of koolstofvezel. Tussen stomp en koker kan een stompkous gedragen worden als bescherming, uitgevoerd in katoen; ook een silicone- of polyurethaan stompkous is mogelijk (ook wel genoemd: liner). Aan deze laatste twee zeer strak vastzittende stompkousen kan de prothese bevestigd worden met een vacuüm- of pen verbinding.
De uiteindelijke koker wordt vastgemaakt met verstelbare bevestigingen aan de verdere componenten die voor de goede werking van de prothese nodig zijn, zoals een prothesevoet, protheseknie, draai- en schokadapters. Het geheel wordt zodanig afgesteld, dat de gebruiker er staande goed mee in balans kan blijven en er zo natuurlijk mogelijk en zonder pijn mee kan lopen.
Bij het gebruik van een beenprothese zijn twee belangrijke krachten te onderscheiden: 
1. afsteuning van de stomp in de koker, hiermee wordt het gewicht van de drager overgebracht op de grond. Aan de stomp moeten steunvlakken worden gezocht die deze belasting voor langere tijd kunnen verdragen zonder pijn of beschadiging.
2. ophanging van de prothese is nodig zodat deze niet van de stomp afglijdt zodra het complete been omhoog wordt geheven teneinde een stap te maken. De bevestiging van de prothese aan de stomp kan geschieden door klemming, vacuüm bevestiging of een mechanische koppeling met bijvoorbeeld een penverbinding. Voor de ophanging aan de stomp wordt veel gebruikgemaakt van een strak zittende stompkous.

De keuze voor het eerste model prothese en de gebruikte componenten hiervan wordt bepaald door een team van revalidatiearts, fysiotherapeut en orthopedisch instrumentmaker, in nauw overleg met de gebruiker.
De gebruiker geeft aan wat zijn wensen zijn met betrekking tot toekomstige mobiliteit, beweging en sport beoefening. De technische geschiktheid van de componenten, de (toekomstige) mogelijkheden en beperkingen van de gebruiker en de vergoedingen van de zorgverzekeraar zijn elementen die de keuze in opbouw van de prothese bepalen. Bij latere reparatie of vervanging is deze procedure meestal eenvoudiger. De stomp kan de eerste tijd snel van vorm veranderen door het slinken van de spieren (atrofie) wat vaak tussentijdse correctie van de koker noodzakelijk maakt. Als de prothese klaar is kan deze desgewenst door een cosmetisch omhulsel het uiterlijk van een echt been worden gegeven (z.g. cosmese).

## Onderbeenprothese
Bij een amputatie onder de knie wordt een onderbeenprothese aangemeten. Deze bestaat uit een koker die stomp met eventuele stompkous nauwsluitend omvat. Hieronder een verbinding met de prothesevoet die kan bestaan uit een buis met eventuele adapters, het geheel zit uiteindelijk vast aan een prothesevoet.
Deze voet kan van een eenvoudig ontwerp zijn, in rubber opgehangen voor enige schokdemping en beweging om zich om aan te kunnen passen aan ongelijke ondergrond.
Meer geavanceerde voeten voor actiever gebruik zijn opgebouwd uit veerkrachtig materiaal waar bij het neerzetten energie wordt opgeslagen en weer gebruikt om bij de volgende stap krachtiger af te kunnen zetten. Hiermee is een sportiever bewegingspatroon mogelijk.
Voor extremere sportbeoefening (hardlopen, speerwerpen, verspringen) worden sterk gebogen voeten van zeer veerkrachtig koolstofvezel gebruikt, deze zijn niet geschikt voor dagelijks gebruik.

## Bovenbeenprothese
Ook hierbij is een goed om de stomp passende koker het uitgangspunt. Wanneer het eigen kniegewricht is verwijderd, wordt een bovenbeenprothese gebruikt waarbij een mechanisch scharnier voor de kniebuiging zorgt. De kunstknie moet voorkomen dat in de standfase het been onbedoeld kan buigen waardoor de gebruiker valt. Hiertoe zijn knieën ontwikkeld met hydraulische of pneumatische vertragingsmechanismen, die bij geavanceerde modellen zelfs elektronisch geregeld worden. Door de hoge prijs van deze microprocessor gestuurde knieën (MPK) wordt er door zorgverzekeraars een terughoudend beleid qua vergoedingen gehanteerd.
Het gedeelte onder het kniecomponent is vergelijkbaar met de hierboven beschreven onderbeenprothese.

## Van looptraining tot sportieve beweging
Zodra de prothese klaar is, wordt deze gepast en afgesteld. Daarna volgt een periode van intensief oefenen, waarbij de fysiotherapeut een belangrijke rol speelt. Dit gebeurt gewoonlijk in een revalidatiecentrum tussen de liggers van een lange brug. Als dit goed gaat worden de oefeningen uitgebreid met "los"lopen, eerst tussen krukken en later zonder. Daarna oefenen op oneffen ondergrond, traplopen, vallen, eventueel fietsen en wat actievere bewegingen. De mogelijkheden daarna houden niet op: fietsen, (tafel)tennis, badminton, hardlopen, motorrijden, atletiek, skiën, snowboarden, zwemmen, paardrijden, duiken en nog veel meer is mogelijk met een beenprothese.